# España en la Copa Mundial de Fútbol de 1978
La selección de España fue uno de los 16 equipos participantes en la Copa Mundial de Fútbol de 1978. torneo que se llevó a cabo del 1 al 25 de junio en Argentina.
Fue la quinta participación de España, que formó parte del Grupo 3, junto a Austria, Brasil y Suecia.

## Clasificación

### Tabla de posiciones
| Equipo     | Pts | PJ | PG | PE | PP | GF | GC | Dif |
| ---------- | --- | -- | -- | -- | -- | -- | -- | --- |
| España     | 6   | 4  | 3  | 0  | 1  | 4  | 1  | 3   |
| Rumanía    | 4   | 4  | 2  | 0  | 2  | 7  | 8  | -1  |
| Yugoslavia | 2   | 4  | 1  | 0  | 3  | 6  | 8  | -2  |

### Partidos
| Fecha                   | Lugar    | Partido    | Partido | Partido | Partido | Partido    |
| ----------------------- | -------- | ---------- | ------- | ------- | ------- | ---------- |
| 10 de octubre de 1976   | Sevilla  | España     |         | 1:0     |         | Yugoslavia |
| 16 de abril de 1977     | Bucarest | Rumanía    |         | 1:0     |         | España     |
| 26 de octubre de 1977   | Madrid   | España     |         | 2:0     |         | Rumanía    |
| 30 de noviembre de 1977 | Belgrado | Yugoslavia |         | 0:1     |         | España     |

## Jugadores
| #  | Nombre             | Nac | Posición      | Edad | Club              |
| -- | ------------------ | --- | ------------- | ---- | ----------------- |
| 1  | Luis Arconada      |     | Portero       | 24   | Real Sociedad     |
| 2  | Antonio de La Cruz |     | Defensor      | 31   | FC Barcelona      |
| 3  | Francisco Uría     |     | Defensor      | 28   | Sporting de Gijón |
| 4  | Juan Manuel Asensi |     | Mediocampista | 28   | FC Barcelona      |
| 5  | Migueli            |     | Defensor      | 26   | FC Barcelona      |
| 6  | Antonio Biosca     |     | Defensor      | 29   | Real Betis        |
| 7  | Dani               |     | Delantero     | 27   | Athletic Club     |
| 8  | Juanito            |     | Delantero     | 23   | Real Madrid       |
| 9  | Quini              |     | Delantero     | 28   | Sporting de Gijón |
| 10 | Santillana         |     | Delantero     | 25   | Real Madrid       |
| 11 | Julio Cardeñosa    |     | Mediocampista | 28   | Real Betis        |
| 12 | Antonio Guzmán     |     | Mediocampista | 24   | Rayo Vallecano    |
| 13 | Miguel Ángel       |     | Portero       | 30   | Real Madrid       |
| 14 | Eugenio Leal       |     | Mediocampista | 25   | Atlético Madrid   |
| 15 | Marañón            |     | Delantero     | 29   | RCD Español       |
| 16 | Antoni Olmo        |     | Defensor      | 24   | FC Barcelona      |
| 17 | Marcelino          |     | Defensor      | 22   | Atlético Madrid   |
| 18 | Pirri              |     | Defensor      | 33   | Real Madrid       |
| 19 | Carles Rexach      |     | Delantero     | 31   | FC Barcelona      |
| 20 | Ruben Cano         |     | Delantero     | 27   | Atlético Madrid   |
| 21 | Isidoro San Jose   |     | Mediocampista | 22   | Real Madrid       |
| 22 | Urruti             |     | Portero       | 26   | RCD Español       |
| DT | Ladislao Kubala    |     |               |      |                   |

## Participación

### Primera fase

#### Grupo 3
| Equipo  | Pts | PJ | PG | PE | PP | GF | GC |
| ------- | --- | -- | -- | -- | -- | -- | -- |
| Austria | 4   | 3  | 2  | 0  | 1  | 3  | 2  |
| Brasil  | 4   | 3  | 1  | 2  | 0  | 2  | 1  |
| España  | 3   | 3  | 1  | 1  | 1  | 2  | 2  |
| Suecia  | 1   | 3  | 0  | 1  | 2  | 1  | 3  |

| 3 de junio de 1978 | Austria                   | 2:1 (1:1) | España   | Est. José Amalfitani, Buenos Aires                                   |                                                                      |
|                    | Schachner 9' · Krankl 76' | Reporte   | Dani 21' | Asistencia: 40.841 espectadores Árbitro(s): Karoly Palotai (Hungría) | Asistencia: 40.841 espectadores Árbitro(s): Karoly Palotai (Hungría) |

| 7 de junio de 1978 | Brasil | 0:0     | España | Est. José M. Minella, Mar del Plata                                 |                                                                     |
|                    |        | Reporte |        | Asistencia: 34.771 espectadores Árbitro(s): Sergio Gonella (Italia) | Asistencia: 34.771 espectadores Árbitro(s): Sergio Gonella (Italia) |

| 11 de junio de 1978 | España     | 1:0 (0:0) | Suecia | Est. José Amalfitani, Buenos Aires                                               |                                                                                  |
|                     | Asensi 75' | Reporte   |        | Asistencia: 46.765 espectadores Árbitro(s): Ferdinand Biwersi (Alemania Federal) | Asistencia: 46.765 espectadores Árbitro(s): Ferdinand Biwersi (Alemania Federal) |